# کامیکیتازاوا
کامیکیتازاوا (به ژاپنی: 上北沢 Kamikitazawa)، یکی از بخش‌های ستاگایا-کو، توکیو در ژاپن است.